# Azeem Vecchio
Azeem Vecchio (* 31. Oktober 1996 in San Francisco, Kalifornien) ist ein US-amerikanischer Schauspieler und Model.

## Leben
Vecchio wurde am 31. Oktober 1996 in San Francisco geboren. Erste schauspielerische Erfahrungen sammelte er in Schul- und Kirchentheatern ab seinem neunten Lebensjahr. Er ist Absolvent der Fremont High School, für die er mehrere Jahre im Schultheater tätig war und unter anderen im Shakespeare-Stück Othello die titelgebende Hauptrolle mimte. Er machte seinen Bachelor in Fine Arts an der American Musical and Dramatic Academy. Erste größere Mitwirkungen in Kurzfilmen erfolgten ab 2017. Seit 2021 wirkt er in verschiedenen Rollen in der Miniserie Dhar Mann in bereits über 33 Episoden mit. Seine erste kleinere Filmrolle übernahm er als Bobby in der The-Asylum-Produktion Moon Crash. Im selben Jahr übernahm er die größere Rolle des Lt. Peters in Jurassic Domination und die Rolle des Markus in Battle for Pandora, beides Mockbuster ebenfalls produziert von The Asylum. Daneben stellte er von 2022 bis 2023 unter anderem auch in vier Episoden der Fernsehserie The David Project die Rolle des Jonathan dar. In den Western Vengeance Turns: Volume One und Vengeance Turns: Volume Two wird er die größere Rolle des Simon Coletrain übernehmen.

## Filmografie (Auswahl)
- 2017: Harlem Blues (Kurzfilm)
- 2017: The War with My Grandpa (Kurzfilm)
- 2017: Of Nature (Kurzfilm)
- 2021: Omar (Kurzfilm)
- 2021: Meet Me at the Bar (Kurzfilm)
- 2021–2022: Dhar Mann (Miniserie, 33 Episoden)
- 2022: Grief (Kurzfilm)
- 2022: Moon Crash
- 2022: Single Up
- 2022: DayTrip (Kurzfilm)
- 2022: Jurassic Domination
- 2022: Battle for Pandora
- 2022: Vengeance Turns: Volume One
- 2022: True Family (Kurzfilm)
- 2022–2023: The David Project (Fernsehserie, 4 Episoden)